# Nyžnij Koropec
Nyžnij Koropec, česky také Nižní Koropec nebo Nižný Koropic (ukrajinsky Нижній Коропець, maďarsky Alsókerepec nebo Pusztakerepec), je obec v mukačevské městské komunitě, v mukačevském okrese Zakarpatské oblasti Ukrajiny. V roce 2025 zde žilo 823 obyvatel.

## Historie
Na východním okraji obce bylo nalezeno neolitické sídliště. Nachází se zde také mohylová skupina kuštanovické kultury.
První písemná zmínka o obci pochází z roku 1282, kdy bylo sídlo uvedeno pod názvem Kerepech. Osada byla zničena ve středověku a dlouhou dobu byla pustinou. Svědčí o tom název „Pusztakerepec“, který se používal na přelomu 19. a 20. století. V roce 1688 byla obec na seznamu obcí zpustošených „následkem vojenských akcí“. V roce 1913 to již byla obydlená oblast.  Do Trianonské smlouvy patřila obec k Uherskému království, poté  k Československu. V roce 1921 zde stálo 38 domů a žilo zde 266 obyvatel, z toho 229 Rusínů, 20 Maďarů a 14 Židů.
V letech 1938 až 1944 byla obec na základě první vídeňské arbitráže součástí Maďarského království. Od roku 1945 patříla obec k Ukrajinské sovětské socialistické republice, která byla součástí SSSR, a nakonec od roku 1991 patří samostatné Ukrajině.